# Cabinet Altmeier V

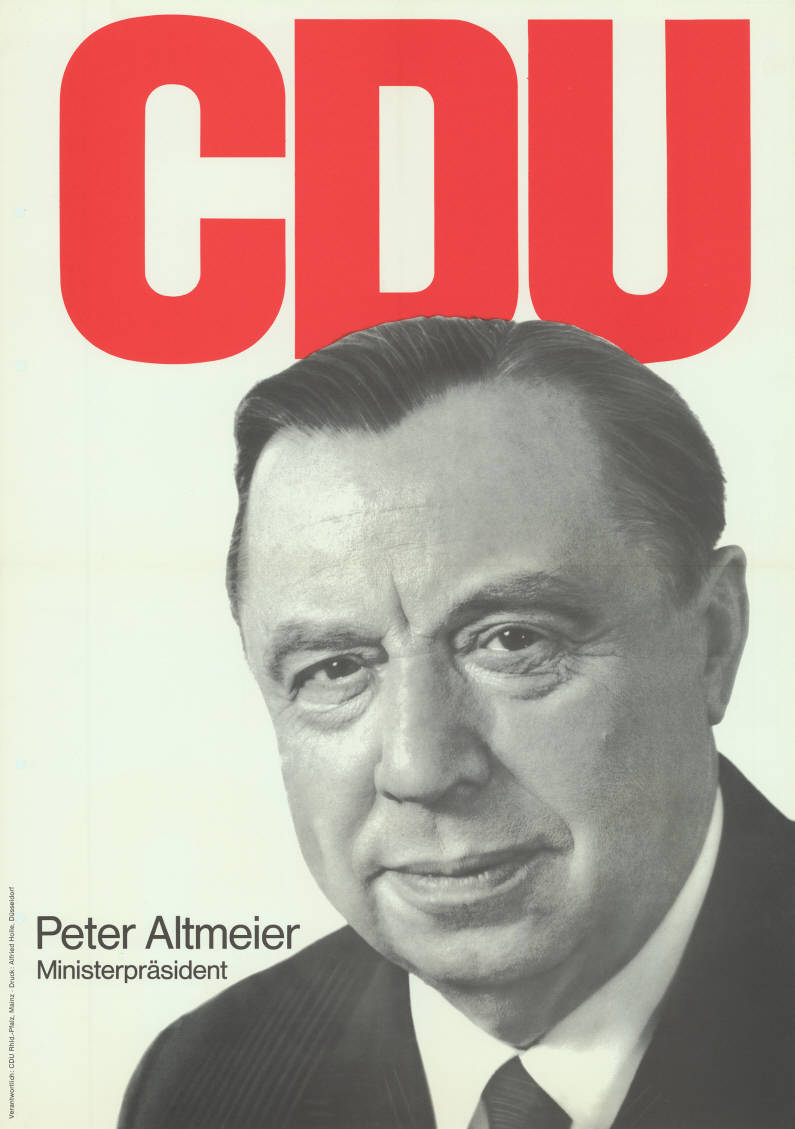
Peter Altmeier en 1967.

Le cabinet Altmeier V était le gouvernement en fonction dans le Land de Rhénanie-Palatinat (Allemagne) du 18 mai 1963 au 18 mai 1967. Dirigé par Peter Altmeier, il était constitué de l'Union chrétienne-démocrate d'Allemagne (CDU) et du Parti libéral-démocrate (FDP).

## Composition
| Poste                                                      | Ministre       | Ministre                        | Parti |
| ---------------------------------------------------------- | -------------- | ------------------------------- | ----- |
| Ministre-Président                                         |                | Peter Altmeier                  | CDU   |
| Ministre de l'Intérieur et des Affaires sociales           |                | August Wolters                  | CDU   |
| Ministre de la Justice                                     |                | Fritz Schneider                 | FDP   |
| Ministre de l'Économie et des Transports                   |                | Peter Altmeier                  | CDU   |
| Ministre de l'Enseignement et de la Culture                |                | Eduard Orth                     | CDU   |
| Ministre des Finances et de la Reconstruction              |                | Fritz Glahn jusqu'au 26/04/1966 | FDP   |
| Ministre des Finances et de la Reconstruction              | Hermann Eicher |                                 | FDP   |
| Ministre de l'Agriculture, de la Viticulture et des Forêts |                | Oskar Stübinger                 | CDU   |